# Bab al-Saghir
La Petite Porte (Bab al-Saghir) est une des huit portes de la vieille ville de Damas, capitale de la Syrie. Elle se trouve à côté du cimetière du même nom où sont enterrées deux des femmes de Mahomet et une de ses petites filles (Oumm Koulthoum fille d'Ali). Elle donne accès au sud-ouest.

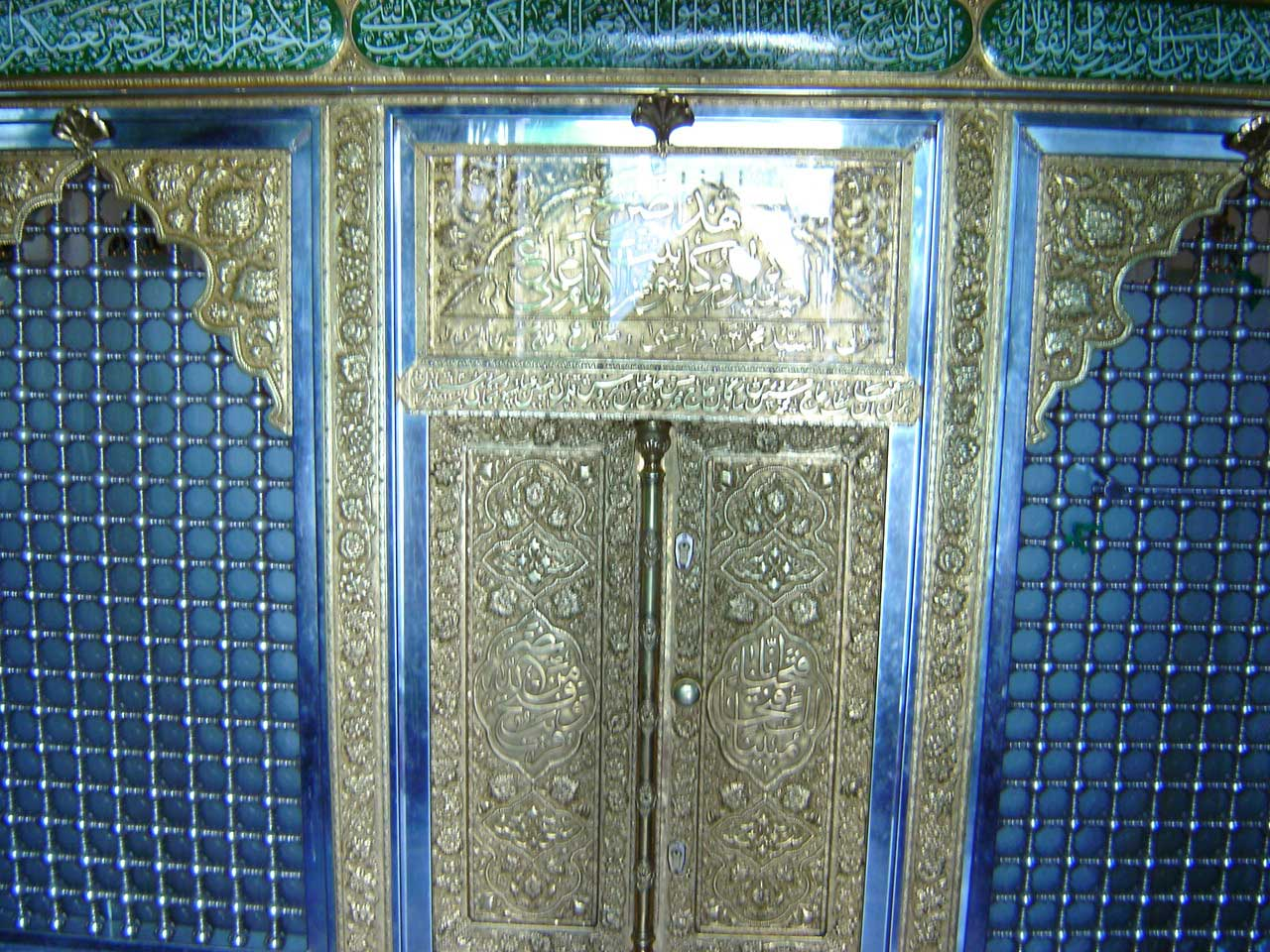
Porte de la tombe d'Oumm Koulthoum bint Ali à Bab al-Saghir